# Phytomyxea
Los fitomíxeos (Phytomyxea o Plasmodiophorida) son una clase de protistas del filo cercozoos, parásitos de plantas. Normalmente, se desarrollan en el interior de las células vegetales, causando la infección del tejido que suele crecer formando un engrosamiento. Entre las enfermedades debidas a estos organismos están la  hernia de la col y la roña de la patata, causadas, respectivamente, por especies de los géneros Plasmodiophora y Spongospora.
La forma vegetativa es una célula multinucleada, denominada plasmodio. Esta, en última instancia, se divide para formar nuevas esporas, que son liberadas cuando se rompe la célula huésped. Se producen tanto esporas de resistencia como zoosporas móviles, que por lo general tienen dos flagelos. 
Antiguamente los fitomíxeos eran clasificados como hongos, recibiendo el nombre de Plasmodiophoromycota. Sin embargo, los análisis genéticos señalan que pertenecen a un grupo diverso de protistas denominado Cercozoa o que, al menos, están estrechamente relacionados con él.

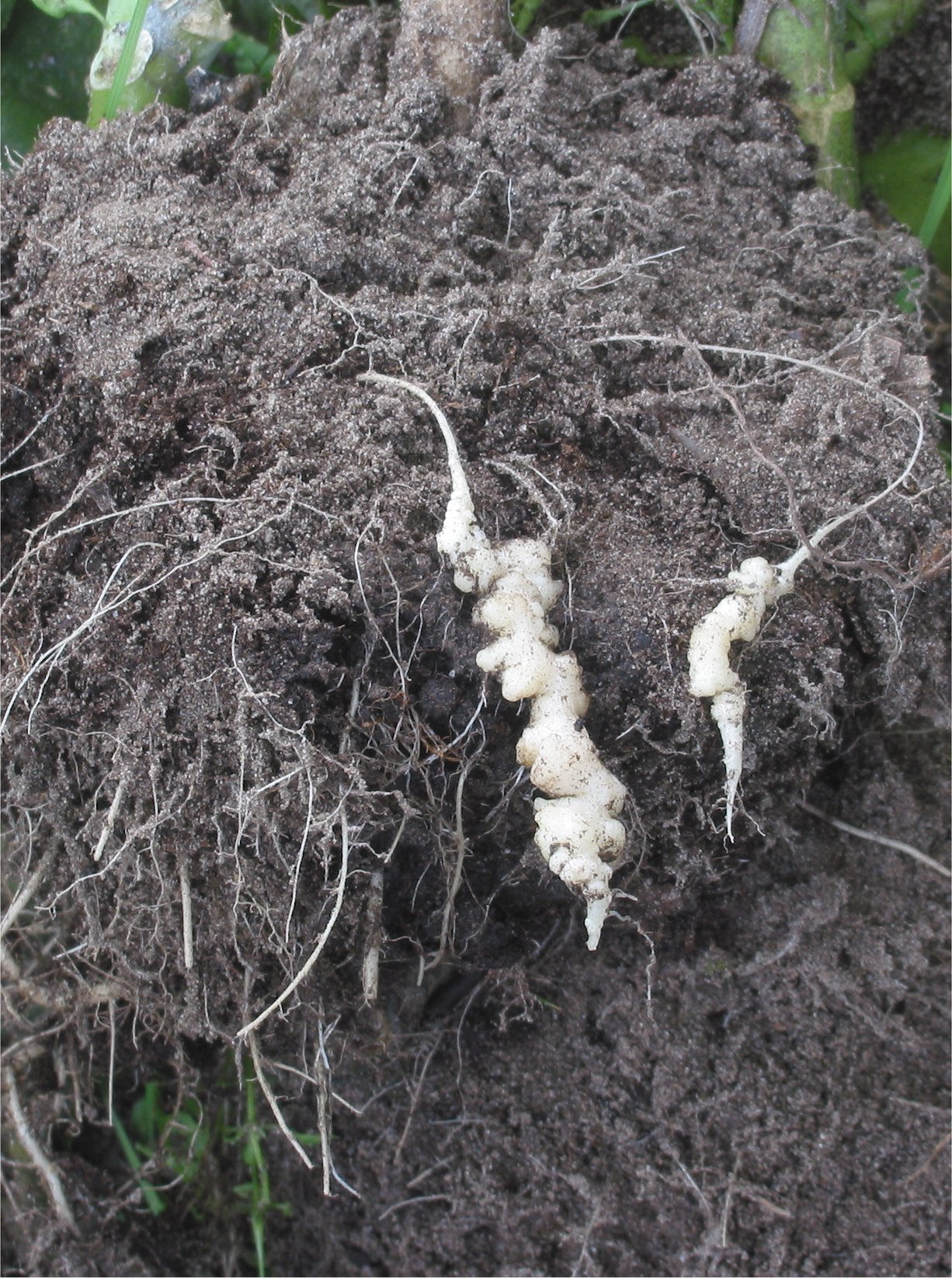
Engrosamientos en las raíces de una coliflor causados por Plasmodiophora brassicae.